# Oregon Railroad and Navigation Company
L'Oregon Railroad and Navigation Company (OR&N) était une compagnie de chemin de fer américain de classe I, dont l'ancêtre fut créée vers 1860. L'OR&N exploitait un réseau de 1 839 km situé à l'est de Portland, Oregon, au nord-est de l'Oregon, au nord-est de l'État de Washington, et au nord de l'Idaho. Il apparut sous son nom actuel en 1896 à la suite de la fusion de plusieurs autres petites compagnies de chemins de fer.
L'OR&N perdit rapidement son indépendance lorsque l'Union Pacific Railroad prit une part majoritaire de son capital en 1898. La ligne devint une filiale de l'UP en 1910 et fut renommé Oregon-Washington Railroad and Navigation Company. En 1936, l'Union Pacific absorba officiellement son réseau devenant la ligne principale de l'UP vers le nord-ouest de la côte Pacifique.

## Les compagnies ayant précédé l'Oregon Railway and Navigation Company
- L'Oregon Steam Navigation Company fut créée en 1862 à Portland. Elle exploitait des navires à vapeur entre San Francisco et des ports sur le fleuve Columbia comme Astoria, Portland, et The Dalles, desservant des industries du bois et des pêcheries de saumons. Elle construisit un chemin de fer pour servir son exploitation de bateaux à vapeur. Elle fut vendue à l'Oregon Railway and Navigation en 1880.
- L'Oregon Steam Navigation Company (of Washington) fut créée en 1860 pour circuler le long de la partie non navigable du fleuve Columbia, entre The Dalles et les Celilo Falls.
- L'Oregon Portage Railroad exploitait une ligne de 7,2 km, entre Bonneville, Oregon (sur le fleuve Columbia) et Cascade Locks, Oregon, de 1858 à 1863. La compagnie commença par transporter des militaires et des immigrants. En 1862, il fut vendu à l'Oregon Railway and Navigation Company pour 155 000 $.
- L'Ilwaco Railway and Navigation Company exploitait une ligne à voie étroite sur la péninsule de Long Beach entre Ilwaco au sud et Nahcotta au nord, avec des transferts par bateaux à vapeur aux 2 extrémités. En 1900, l'Oregon Railroad and Navigation Company prit le contrôle de cette compagnie.

## L'Oregon Railway and Navigation Company
L' Oregon Railway and Navigation Company, dont les racines remontent à 1860, fut enregistrée à Portland (Oregon), en 1879. Son réseau, à cheval sur l'Oregon et l'État de Washington, était orienté vers l'est, et mesurait 1 035 km. La compagnie racheta l'Oregon Steam Navigation Company en 1880, ce qui lui apporta une partie de la route située sur la rive sud du fleuve Columbia, du côté de l'Oregon. La compagnie décida de prolonger la route de Celilo à Wallula, Washington. Et en 1882, la route le long du fleuve Columbia fut achevée.
En 1880, la compagnie de transport fluvial Shaver Transportation Company commença son activité. Ce concurrent de l'Oregon Railway & Navigation joua un rôle important dans le développement du trafic de marchandises dans la région de Portland et le long du fleuve Columbia.

### La Blue Mountain Route
En 1882, la compagnie acheta des droits de passage sur la Meacham Road permettant de franchir les montagnes Bleues. La Meacham Road, construite en 1862, possédait un col plus bas (1 276 m) que les lignes concurrentes, et était posée sur un lit de rondins permettant le passage des trains même lorsque le sol devenait boueux. La ligne fut cependant fermée en 1884.

## L'Oregon Railroad and Navigation Company et ses prédécesseurs
L'Oregon Railroad & Navigation (OR&N) fut créé à partir de plusieurs compagnies: 
- Lorsque l'Oregon Railway and Navigation Company fut réorganisée en Oregon Railroad and Navigation Company (OR&N) en 1896, elle apporta 1 023 km de voies, ce qui constituait le cœur du réseau de la nouvelle compagnie. Plus tard, cette route allait finalement constituer l'épine dorsale de la ligne principale de l'Union Pacific entre l'Utah et le nord-ouest de la côte Pacifique.
- Le Columbia and Palouse Railroad, créé en 1882, construisit 233 km de voie. La ligne partait de Connell, Washington où elle se connectait au Northern Pacific Railway, et partait vers l'est pour relier Hooper, La Crosse, Winona, et Colfax. À Colfax, une ligne partait vers le nord-est pour atteindre Farmington, situé sur la frontière avec l'Idaho. En 1888, cette compagnie devint une filiale non opérationnelle de l'OR&N. Elle fut vendue à l'OR&N en 1910.
- Le Walla Walla and Columbia River Railroad, créé en 1868 à Walla Walla, possédait 74 km de voies étroites (avec rail en bois[1]) entre Wallula, Touchet, Frenchtown, et Whitman. À Whitman, la ligne continuait vers l'est jusqu'à Walla Walla, et un embranchement fut construit en 1879 vers le sud pour relier Blue Mountain, Oregon via Barrett (Milton). Il fallut 6 ans pour construire les 53 premiers kilomètres de voie[1]. En 1881, la compagnie passa sous le contrôle de l'OR&N, et la voie étroite fut mise à l'écartement standard. En 1910, la compagnie fut consolidée dans l'OR&N.
- Le Mill Creek Flume and Manufacturing, créé en 1880, exploitait 21 km de voie étroite pour l'exploitation forestière entre Walla Walla et Dixie, Washington. En 1903, il fut racheté par l'OR&N, qui le rebaptisa Mill Creek Railroad. La voie fut mise à l'écartement standard en 1905. Puis l'OR&N le vendit au Washington and Columbia River Railway qui le fusionna, avant d'être à son tour racheté par le Northern Pacific Railway en 1907.
- L'Oregon Railway Extensions Company, créée en 1888 à Portland, construisit 111 km de voie réparties en 2 embranchements. Le premier partait de La Grande, où il se connectait avec l'OR&N, pour aller vers le nord-est jusqu'à Elgin, Oregon. Le second partait de Winona, Washington pour rejoindre Seltice via St. John, WA, Sunset, Thornton, et Oakesdale. Ce chemin de fer était une filiale non opérationnelle de l'OR&N. En 1896, à la suite de la forclusion, il fut vendu à l'OR&N.
- Le Washington and Idaho Railroad, créé en 1886, exploitait une ligne de 248 km. À la suite de la forclusion, il fut lui aussi vendu à l'OR&N en 1896.

L'OR&N, constitué en 1896, exploitait un réseau de 1 839 km. Partant de Portland, il desservait le nord-est de l'Oregon, le nord-est de l'État de Washington, et le nord de l'Idaho. Initialement indépendante, cette compagnie devint une filiale de l'Union Pacific Railroad en 1898. L'OR&N, résultant de la consolidation de plusieurs petites compagnies, fut réorganisé en 1910 sous le nom d'Oregon-Washington Railroad and Navigation Company. En 1936, l'Union Pacific Railroad absorba officiellement cette compagnie. De nos jours, ce réseau constitue toujours la ligne principale de l'UP vers le nord-ouest de la côte Pacifique.